# Bulbophyllum elevatopunctatum
Bulbophyllum elevatopunctatum là một loài phong lan thuộc chi Bulbophyllum.